# Axel Tallberg
Axel Tallberg, né en 1860 et mort en 1928, est un artiste plasticien et graveur suédois.

## Biographie
Axel Tallberg naît le 23 septembre 1860 à Gävle,. Il est le fils de Carl Erik Tallberg, métallurgiste, et de son épouse Kristina Johansson. Diplômé de l'Académie royale suédoise des Beaux-Arts (1878-82), il passe un an à Düsseldorf perfectionnant sa technique dans le paysage, notamment l'utilisation de l'aquarelle. Peu de temps après, il se tourne vers la gravure à l'eau-forte et passe quelque temps à étudier à l'étranger. Après avoir visité l'Italie, la France, l'Espagne, l'Afrique du Nord et l'Allemagne, il se rend en Angleterre où il réside à l'ouest de Londres (1889-1885), dans la région de Burnham. Là, il s'associe à des graveurs suédois.
De retour en Suède, il se spécialise dans la gravure à l'eau-forte et enseigne la gravure à l'Académie suédoise des arts plastiques en 1895. S'appuyant sur le travail de Carl Larsson, il devient une figure influente des artistes suédois. Il a entre autres pour élève Eva Löwstädt-Åström. En 1909, une école de gravure est créée à l'Académie. Il y enseigne jusqu'en 1926, obtenant le statut de professeur en 1919. La plupart des célèbres graveurs suédois étudie sous sa direction pendant des périodes plus ou moins longues. En 1895, il fonde la revue Förgät-mig-ej (« Ne m'oubliez pas ») qu'il édite par la suite. À partir de 1902, il est le correspondant de la revue d'art anglaise The Studio, en Scandinavie.
On se souvient de lui pour son parcours dans la gravure à la Académie royale suédoise des Beaux-Arts et pour ses portraits, notamment ceux du roi Oscar II, de Léon Tolstoï et de Theodore Roosevelt.
Axel Tallberg meurt le 8 janvier 1928 à Solna.